# Hendrik en Jacob Keur

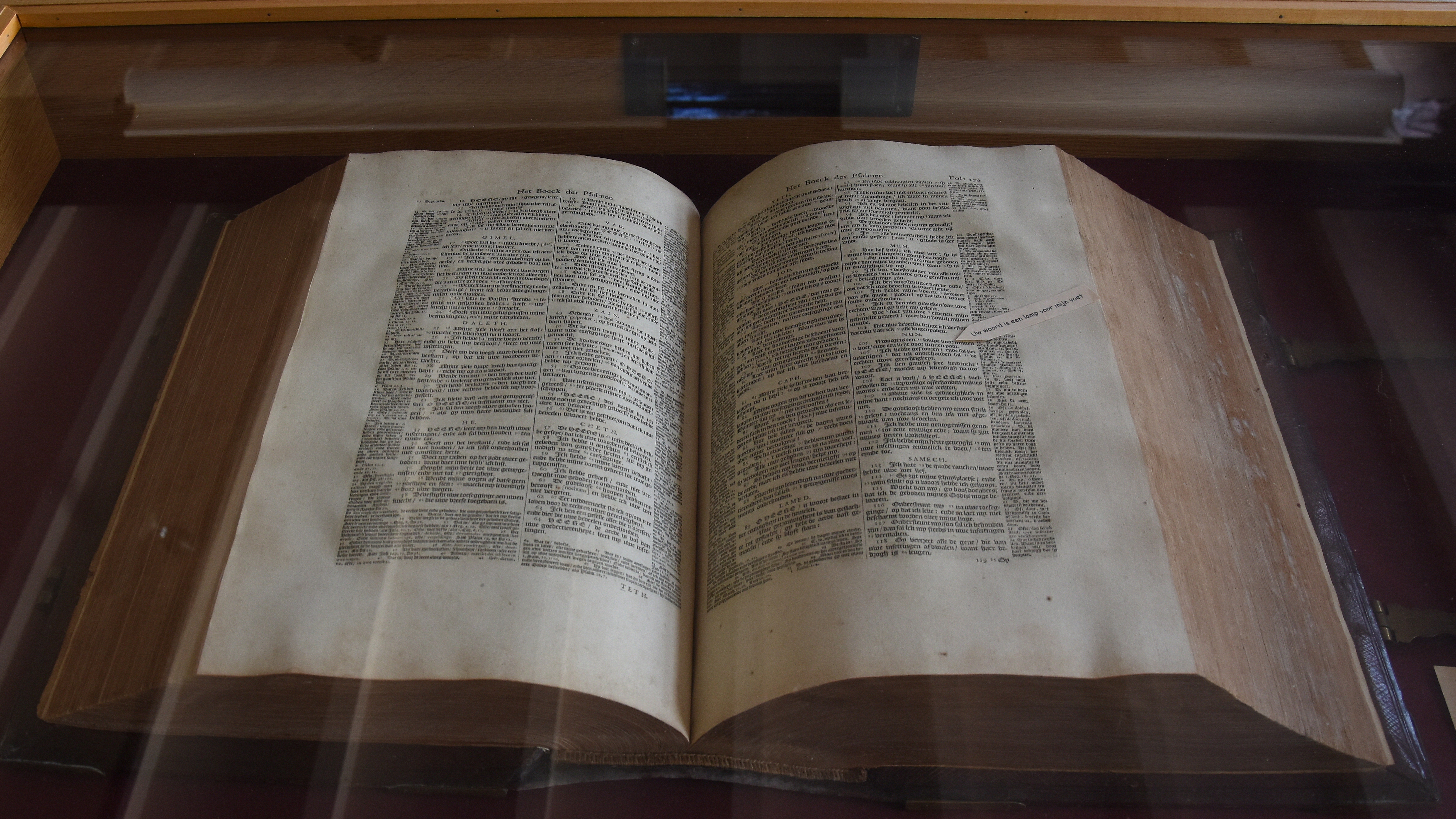
Keurbijbel, uitgegeven te Dordrecht door Pieter en Jacob Keur in 1729

De broers Hendrik en Jacob Keur waren boekdrukkers in Dordrecht. In 1666 gaven zij hun eerste editie van de Keurbijbel uit. De Keurbijbel was een bijbel in de Statenvertaling.

## Geschiedenis
Hendrik Keur (1633-1706) en Jacob Keur (1635-1712) leerden het drukkersvak van hun stiefvader Jacob Cornelisz. Braet van wie zij na diens dood de drukkerij "in de Werckende Hoop" in de Lange Breestraat te Dordrecht erfden. Zij begonnen al snel na de overname van de drukkerij met de voorbereiding van een nieuwe bijbel, die na controle door de oudste predikant, in 1666 op de markt gebracht werd. Deze bijbel werd bekend als de Keurbijbel. Aan latere drukken, zoals de uitgaven van 1704 en 1707, werkte ook Jacobs zoon Pieter Keur mee.
De drukkerij was een lucratieve onderneming. Wanneer Jacob in 1712 overlijdt, is de drukkerij en de voorraad bijbels ruim f 28.000,- waard. Pieter Keur nam de drukkerij van zijn vader over. Later was de drukkerij eigendom van diens zoons. Het familiebedrijf werd in 1754 geveild.  

Het pand waarin de drukkerij was gevestigd werd in de jaren twintig van de twintigste eeuw gesloopt.